# Rete tranviaria di Trondheim
La rete tranviaria di Trondheim, gestita da Veolia Transport Bane, è un sistema di trasporto pubblico della città norvegese di Trondheim ed è composto da una linea, detta Gråkallen, lunga 8,8 km con 21 stazioni. Fu inaugurata nel 1875 con mezzi a trazione animale, mentre la trazione elettrica arrivò nel 1894.